# Péter Baráth
Péter Baráth (Kisvárda, 21 febbraio 2002) è un calciatore ungherese, centrocampista del Raków Częstochowa in prestito dal Ferencváros.

## Carriera

### Club
Cresciuto nel settore giovanile del Debrecen, esordisce in prima squadra il 25 gennaio 2020, disputando l'incontro di Nemzeti Bajnokság I vinto per 4-0 contro l'Újpest.

### Nazionale
Ha giocato nelle nazionali giovanili ungheresi Under-17, Under-18 ed Under-21.
Il 24 marzo 2022 viene convocato per la prima volta dalla nazionale ungherese, per l'amichevole valida contro la Serbia, dove rimane in panchina. Esordisce il 17 novembre nel pareggio esterno per 1-1 nell'amichevole contro il Lussemburgo, subentrando al 78° al posto di Ádám Nagy.

## Statistiche

### Presenze e reti nei club
Statistiche aggiornate al 12 novembre 2022.
| Stagione        | Squadra         | Campionato      | Campionato | Campionato | Coppe nazionali | Coppe nazionali | Coppe nazionali | Coppe continentali | Coppe continentali | Coppe continentali | Altre coppe | Altre coppe | Altre coppe | Totale | Totale |
| Stagione        | Squadra         | Comp            | Pres       | Reti       | Comp            | Pres            | Reti            | Comp               | Pres               | Reti               | Comp        | Pres        | Reti        | Pres   | Reti   |
| --------------- | --------------- | --------------- | ---------- | ---------- | --------------- | --------------- | --------------- | ------------------ | ------------------ | ------------------ | ----------- | ----------- | ----------- | ------ | ------ |
| gen.-giu. 2020  | Debrecen        | NB1             | 7          | 0          | CU              | -               | -               |                    | -                  | -                  |             | -           | -           | 7      | 0      |
| 2020-2021       | Debrecen        | NB2             | 22         | 5          | CU              | 3               | 0               |                    | -                  | -                  |             | -           | -           | 25     | 5      |
| 2021-2022       | Debrecen        | NB1             | 29         | 2          | CU              | 2               | 0               |                    | -                  | -                  |             | -           | -           | 31     | 2      |
| 2022-2023       | Debrecen        | NB1             | 13         | 2          | CU              | 1               | 0               |                    | -                  | -                  |             | -           | -           | 14     | 2      |
| Totale carriera | Totale carriera | Totale carriera | 71         | 9          |                 | 6               | 0               |                    | -                  | -                  |             | -           | -           | 77     | 9      |

### Cronologia presenze e reti in nazionale
| Cronologia completa delle presenze e delle reti in nazionale ― Ungheria | Cronologia completa delle presenze e delle reti in nazionale ― Ungheria | Cronologia completa delle presenze e delle reti in nazionale ― Ungheria | Cronologia completa delle presenze e delle reti in nazionale ― Ungheria | Cronologia completa delle presenze e delle reti in nazionale ― Ungheria | Cronologia completa delle presenze e delle reti in nazionale ― Ungheria | Cronologia completa delle presenze e delle reti in nazionale ― Ungheria | Cronologia completa delle presenze e delle reti in nazionale ― Ungheria |
| Data                                                                    | Città                                                                   | In casa                                                                 | Risultato                                                               | Ospiti                                                                  | Competizione                                                            | Reti                                                                    | Note                                                                    |
| ----------------------------------------------------------------------- | ----------------------------------------------------------------------- | ----------------------------------------------------------------------- | ----------------------------------------------------------------------- | ----------------------------------------------------------------------- | ----------------------------------------------------------------------- | ----------------------------------------------------------------------- | ----------------------------------------------------------------------- |
| 17-11-2022                                                              | Lussemburgo                                                             | Lussemburgo                                                             | 2 – 2                                                                   | Ungheria                                                                | Amichevole                                                              | -                                                                       | 78’                                                                     |
| 20-6-2023                                                               | Budapest                                                                | Ungheria                                                                | 2 – 0                                                                   | Lituania                                                                | Qual. Euro 2024                                                         | -                                                                       | 88’                                                                     |
| Totale                                                                  |                                                                         | Presenze                                                                | 2                                                                       |                                                                         | Reti                                                                    | 0                                                                       |                                                                         |

## Palmarès

### Club

#### Competizioni nazionali
- Nemzeti Bajnokság II: 1

Debrecen: 2020-2021